# Limoncello
A limoncello olasz eredetű citromlikőr. Különböző fajtái vannak és több fajta déli-gyümölcsből készítenek hasonló likőrféleségeket. Az Európai Unióban nem szabályozott likőrfajta, így a kereskedelemben limoncellóként forgalmazott likőrök nem feltétlenül citromhéjjal készülnek.
A citrom héjának felhasználásával készítik, hagyományosan sorrentói citromból alkohol, víz és cukor hozzáadásával. A színe sárga, de az íze édes-keserű és nem savanyú, hiszen nem tartalmaz citromlevet. A limoncello alkoholtartalma változó: általában 20% körül mozog, és finomszesz vagy vodka használatával készítik.

## Eredete
A limoncello eredetét tekintve elsősorban Dél-Olaszországhoz köthető, de országszerte közkedvelt és házilag is sokak által készített ital. Híres limoncello készítő vidékek a Nápolyi-öböl és környéke, az Amalfi-part, a Szicília, Szardínia, Ischia, Capri szigetek, valamint a Sorrentói-félsziget településeinek likőrkészítő üzemei. Olaszországon kívül is készítenek limoncellót, ilyenek például a Málta és a Gozo szigetek és a francia Menton városa is.

## Fordítás
- Ez a szócikk részben vagy egészben  a   Limoncello című angol Wikipédia-szócikk fordításán alapul.  Az eredeti cikk szerkesztőit annak laptörténete sorolja fel. Ez a jelzés csupán a megfogalmazás eredetét és a szerzői jogokat jelzi, nem szolgál a cikkben szereplő információk forrásmegjelöléseként.
- Ez a szócikk részben vagy egészben  a   Limoncello című olasz Wikipédia-szócikk fordításán alapul.  Az eredeti cikk szerkesztőit annak laptörténete sorolja fel. Ez a jelzés csupán a megfogalmazás eredetét és a szerzői jogokat jelzi, nem szolgál a cikkben szereplő információk forrásmegjelöléseként.